# Matsumoto Makoto (Mathematiker, 1965)
Matsumoto Makoto (* 18. Februar 1965) ist ein japanischer Mathematiker.
Matsumoto wurde 1995 an der Universität Kyōto promoviert, wo er auch ab 1990 am RIMS forschte. 2000 erhielt er einen weiteren Doktorgrad in angewandter Mathematik (mathematisches Ingenieurwesen) von der Universität Tokio. 1995 wurde er Dozent und 1998 Assistenzprofessor an der Universität Keio, 1999 an der Universität Kyushu und 2000 Assistenzprofessor an der Universität Kyoto (IHS). 2002 wurde er Professor an der Universität Hiroshima, was er auch danach blieb bis auf eine Zeit von 2010 bis 2012 als Professor an der Universität Tokio.
Er befasst sich mit Kombinatorik und Graphentheorie, Galoisdarstellungen der Wirkung unter anderem von Zopfgruppen auf Kurven, Abbildungsklassen-Gruppen und Monodromie von Singularitäten, arithmetischen Abbildungsklassengruppen, Pseudozufallsgeneratoren (Mersenne-Twister).
1997 erhielt er die Kirkman Medal des Institute of Combinatorics und den Takebe Preis für junge Mathematiker der japanischen mathematischen Gesellschaft. 2008 erhielt er den JSPS Preis.